# Willowbrook, Kansas
Willowbrook là một thành phố thuộc quận Reno, tiểu bang Kansas, Hoa Kỳ. Năm 2010, dân số của xã này là 87 người.